# أورانوس
أورانوس (رمزه: ⛢) هو سابع الكواكب بعدًا عن الشمس، وثالث أضخم كواكب المجموعة الشمسية، والرابع من حيث الكتلة. سمي على اسم الإله أورانوس (باليونانية القديمة: Οὐρανός) في الميثولوجيا الإغريقية. لم يتم تمييزه من قبل الحضارات القديمة على أنه كوكب رغم أنه مرئي بالعين المجردة، نظرًا لبهوته وبطء دورانه في مداره. أعلن وليام هرشل عن اكتشافه في 13 آذار/مارس من سنة 1781، موسعًا بذلك حدود الكواكب المعروفة لأول مرة في التاريخ. كما كان أورانوس أول كوكب يُكتشف من خلال التلسكوب.
يشابه تركيب أورانوس تركيب كوكب نبتون، وكلاهما ذو تركيب مختلف عن العملاقين الغازيين الآخرين (المشتري وزحل)، لذلك يصنفها الفلكيون أحيانًا تحت تصنيف عملاق جليدي. تكوين الغلاف الجوي يشابه تركيب غلاف كلاً من المشتري وزحل، حيث يتركب بشكل أساسي من الهيدروجين والهيليوم، لكنه يحتوي على نسبة جليد أعلى مثل جليد الماء والميثان والأمونيا مع وجود بعض الآثار للهيدروكربونات. يعتبر غلافه الجوي الأبرد في المجموعة الشمسية، مع متوسط حرارة يبلغ 49 كلفن (-224 درجة مئوية). ويتألف من بنية سحاب معقدة، ويعتقد أن الماء يشكل الغيوم السفلى والميثان يشكل طبقة الغيوم الأعلى في الغلاف. في حين يتألف أورانوس من الصخور والجليد.
يملك أورانوس مثل باقي الكواكب العملاقة نظام حلقات وغلافًا مغناطيسيًّا وعددًا كبيرًا من الأقمار. أكثر ما يميز أورانوس عن غيره من الكواكب هو أن محور دورانه مائل إلى الجانب بشكل كبير، تقريبًا مع مستوى دورانه حول الشمس، بحيث يتموضع قطباه الشمالي والجنوبي في مكان تموضع خط الاستواء لمعظم الكواكب. ترى حلقات الكوكب من الأرض أحيانًا كهدف الرماية، وتدور أقماره حوله باتجاه عقارب الساعة. أظهرت صور ملتقطة بواسطة المسبار فوياجر 2 سنة 1986 بعض التضاريس للكوكب بالضوء المرئي بدون أي تأثيرات لمجموعات الغيوم أو العواصف مثل باقي العمالقة الغازية. أظهر الرصد الأرضي تغيرات مناخية فصلية، وزيادة في تغيرات الطقس في السنوات الأخيرة. وخاصة عندما يقترب أورانوس من الاعتدالين، فيمكن أن تصل سرعة الرياح 250 مترًا في الثانية.
تم استكشاف أورانوس عن طريق رحلة واحدة فقط تابعة لوكالة ناسا الأمريكية، هي رحلة مسبار فوياجر 2، الذي اقترب من الكوكب إلى أقصى درجة بتاريخ 24 يناير سنة 1986، ومنذ ذلك الحين لم يتم إرسال أي رحلة أخرى، ولم يتم التخطيط لإرسال أي مسبار جديد في القريب العاجل، على الرغم من أن عدد من الرحلات قد تم اقتراحها للمستقبل، إلا أن أي منها لم يتم الموافقة عليه بعد. قام فوياجر 2 بعدد من الاكتشافات الهامة، إذ أظهرت صوره وجود 10 أقمار جديدة لم تكن معروفة من قبل، بالإضافة إلى حلقتين إضافيتين، كما قام المسبار بدراسة الغلاف الجوي البارد لأورانوس وتصوير أكبر خمس أقمار تابعة له، كاشفًا بذلك طبيعة سطحها المغطى بالفوهات الصدمية والوديان العظيمة.
من الرحلات التي اقترح إرسالها في المستقبل: ما اقترحه علماء مختبر مولارد لعلوم الفضاء في المملكة المتحدة، على علماء الناسا، بأن يرسلوا مسبارًا مشتركًا هو «مستكشف أورانوس» (باللاتينية: Uranus Pathfinder)، إلى الكوكب المذكور في سنة 2022. ويعتبر هذا المشروع من المشاريع التابعة للفئة الوسطى (بالإنجليزية: M-class)، وقد رُفع تقرير بشأنه إلى وكالة الفضاء الأوروبية في شهر ديسمبر من عام 2010، ووقع عليه 120 عالمًا ينتمون لجنسيات مختلفة، وقدّرت تكلفته بحوالي 470 مليون يورو. كذلك هناك مشروع آخر يهدف إلى إرسال مركبة ذات طاقة دفع نووية في شهر أبريل من عام 2021، لتصل إلى أورانوس بعد 17 سنة من إطلاقها، وتقوم بدراسة الكوكب طيلة سنتين على الأقل.

## لمحة تاريخية

### اكتشافه
رصد أورانوس في عدة مناسبات قبل اكتشافه ككوكب، لكنه كان يعتقد خطأ بأنه نجم. أول التسجيلات الرصدية له كانت سنة 1690 عندما رصد الفلكي جون فلامستيد أورانوس بما لا يقل عن ست مرات، وصنفه كنجم في كوكبة الثور وسماه بالثور 34. رصد الفلكي الفرنسي بيير شارل لومونييه أورانوس بما لا يقل عن اثنتي عشرة مرة بين عاميّ 1750 و1769 بما فيها خلال أربع ليالي متتالية.

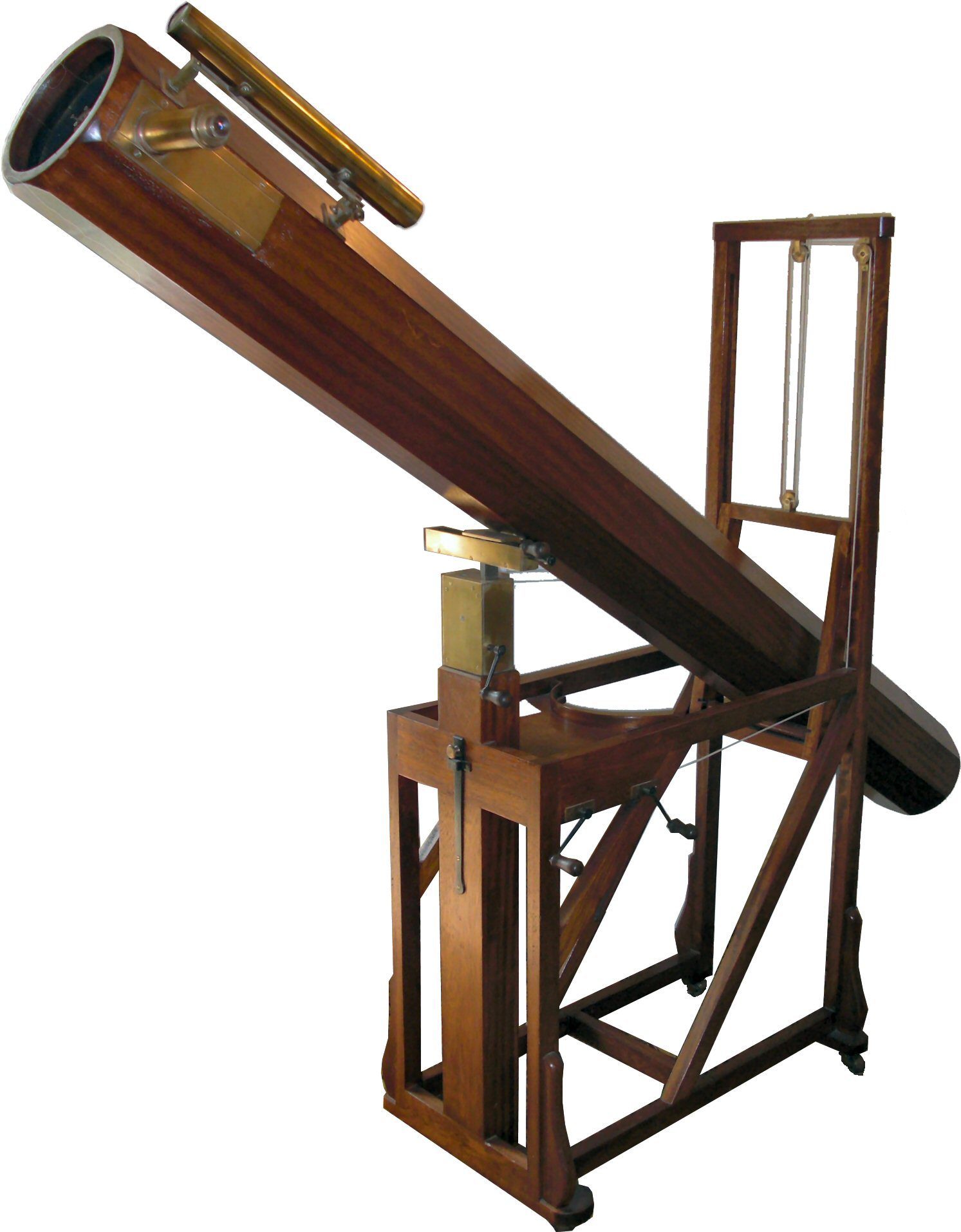
نسخة طبق الأصل عن المقراب الذي رُصد أورانوس باستخدامه، عن طريق ويليام هيرشل.

رصد ويليام هيرشل أورانوس في 13 آذار/مارس عام 1781 من حديقة منزله الواقع في سومرست، لكنه سجل في البداية (26 نيسان/أبريل) بأنه رصد مذنبًا، قبل أن ينشر في جريدته أنه رصد في الربع الأول بالقرب من نجم زيتا الثور جرم يعتقد أنه إما سديم نجمي أو مذنب. ولكنه عندما عرض اكتشافه على الجمعية الملكية شرح أنه اكتشف مذنبًا، بسبب تحركه من مكانه لكن يمكن مقارنته ضمنياً بكوكب: وقد قال:
| أورانوس | الطاقة التي طبقتها عند أول رصد للمذنب وصلت إلى 227. ومن خبرتي أعرف أن قطر النجوم الثابتة لا يتناسب مع هذه الطاقة الضخمة، مثل الكواكب. لذلك طبقت طاقة من 460 إلى 932 لأجد أن قطر المذنب يتناسب مع الطاقة، بينما قطر النجوم لا يزداد بنفس النسبة مع ازدياد الطاقة، وعلاوة على ذلك يبدو المذنب أضخم بكثير من ضوئه المستقبل منه. ويبدو ضبابياً غير واضح المعالم بالرغم من كل هذه الطاقة. بينما تحافظ النجوم على بريقها وتميزها، وعرفت ذلك من خلال آلاف الرصود وعلمت أنها ستحافظ. وكتلخيص لما سبق فإن مذنبًا قد اكتشف من خلال هذا الرصد. | أورانوس |

أخطر هيرشل نيفيل ماسكيليني بملاحظته، ليتلقى رسالة من ماسكيليني في 23 نيسان/أبريل جاء فيها: «لا أعرف ما هو، يبدو وكأنه كوكب عادي يدور في مدار دائري تقريباً حول الشمس، وكمذنب يتحرك بشكل قطع ناقص شاذ، ولم أرى أي هالة أو ذيل له".»
بينما واصل هيرشل وصف الجرم الذي رصده بحذر على أنه مذنب، بدأ فلكيون آخرون وصف هذا الجرم من منظور آخر. فكان العالم الروسي أندريس جون ليكسيل أول من حسب مدار هذا الجرم الجديد، ونظراً لمداره القريب من الدائري ففرض أنه كوكب بدلأ عن أن يكون مذنب. كما أن الفلكي الألماني يوهان إليرت بودي توقع أن يكون كوكب مجهول يدور في مدار أبعد من مدار زحل. وسرعان ما بدأ توافق عالمي على قبول هذا الجرم على أنه كوكب جديد. وفي سنة 1783 اعترف هيرشل بالحقيقة.

### التسمية

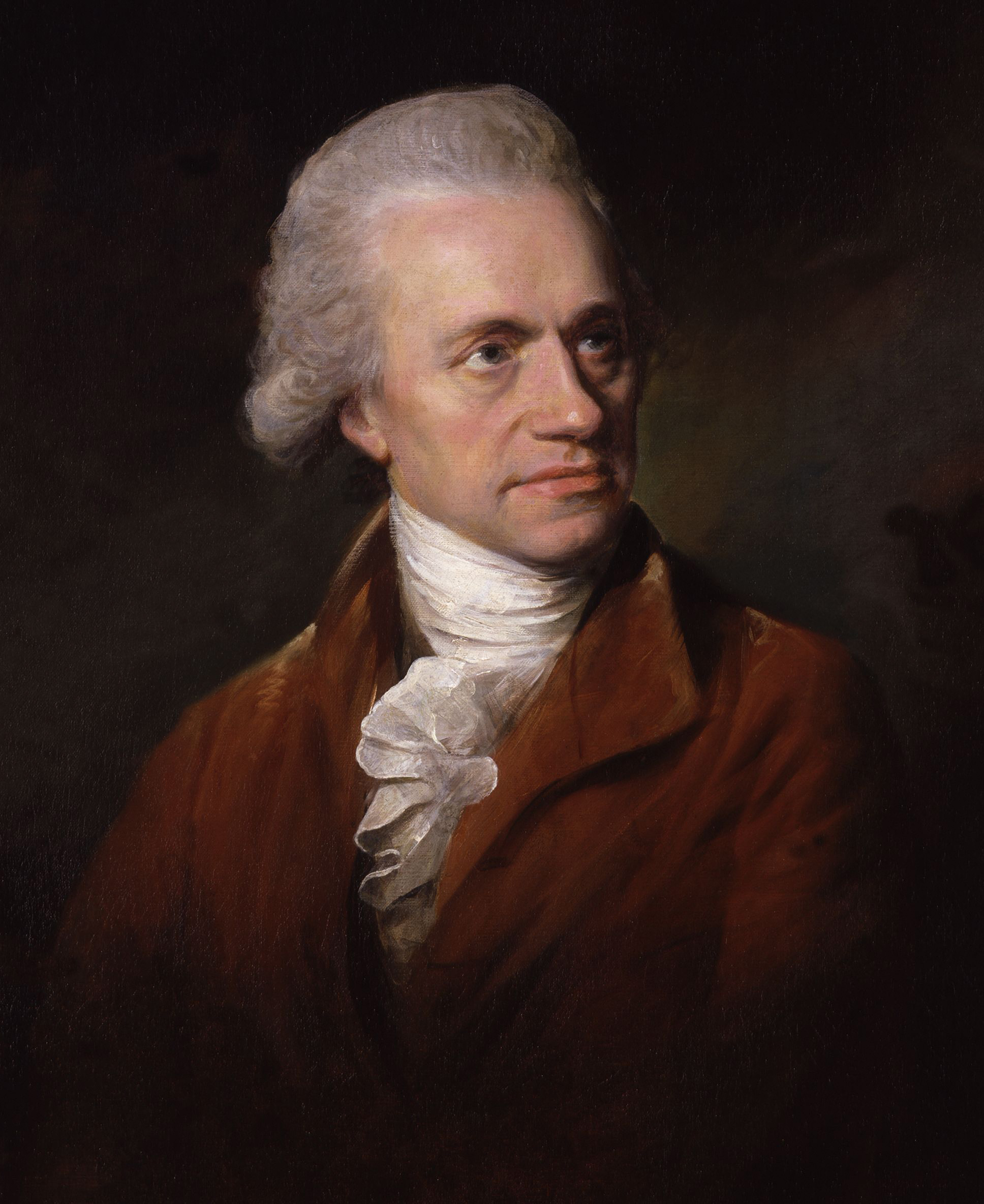
ويليام هيرشل، مكتشف كوكب أورانوس.

طلب ماسكيليني من هيرشل أن يطلق اسم على الكوكب الجديد الذي يعود الفضل إليه في اكتشافه. وبناءً على هذا الطلب أطلق هيرشيل اسم «جورجيوم سيدوم» (باللاتينية: Georgium Sidus) أي نجمة جورج على شرف الملك جورج الثالث. لكن هذا الاسم الذي اقترحه هيرشل لم يكن ذو شعبية خارج بريطانيا، وسرعان ما اقترحت أسماء بديلة. فاقترح الفلكي الفرنسي جيروم لالاند تسميته باسم هيرشل تكريماً لويليام هيرشيل، في حين اقترح الفلكي السويدي إريك بروسبيرين تسميته نبتون وقد تلقى هذا الاسم دعماً من فلكيين آخرين الذين أحبوا الفكرة احتفالاً بانتصار البحرية الملكية في حرب الاستقلال الأمريكية وتسمية الكوكب باسم نبتون جورج الثالث أو نبتون بريطانيا العظمى. في حين اختار يوهان بودي اسم أورانوس وهو اسم إله السماء وفق الميثولوجيا الإغريقية، وقد جادل بودي ذلك بأن ساتورن (الاسم اللاتيني لزحل) هو والد جوبيتر وفق الميثولوجيا اليونانية، وبناءً عليه يجب أن يكون الكوكب الأبعد من زحل هو والد ساتورن.
في سنة 1789 أطلق زميل بودي في الأكاديمية الفرنسية للعلوم مارتن كلابروث، أطلق اسم اليورانيوم على العنصر الجديد الذي قد اكتشفه مشتقاً إياه من اسم أورانوس كدعم لخيار بودي. وبمرور الوقت أصبح اقتراح بودي أكثر شعبية، وأصبح عالمياً عندما اعتمدت إحدى المؤسسات الهيدروجغرافية الملكية البريطانية هذا الاسم ونقلت اسم «جورجيوم سيدوس» إلى اسم أورانوس.

## المدار والدوران

يدور أورانوس حول الشمس مرة كل 84 سنة أرضية. ويصل معدّل بعده عن الشمس إلى حوالي 3 مليارات كم (حوالي 20 وحدة فلكية).

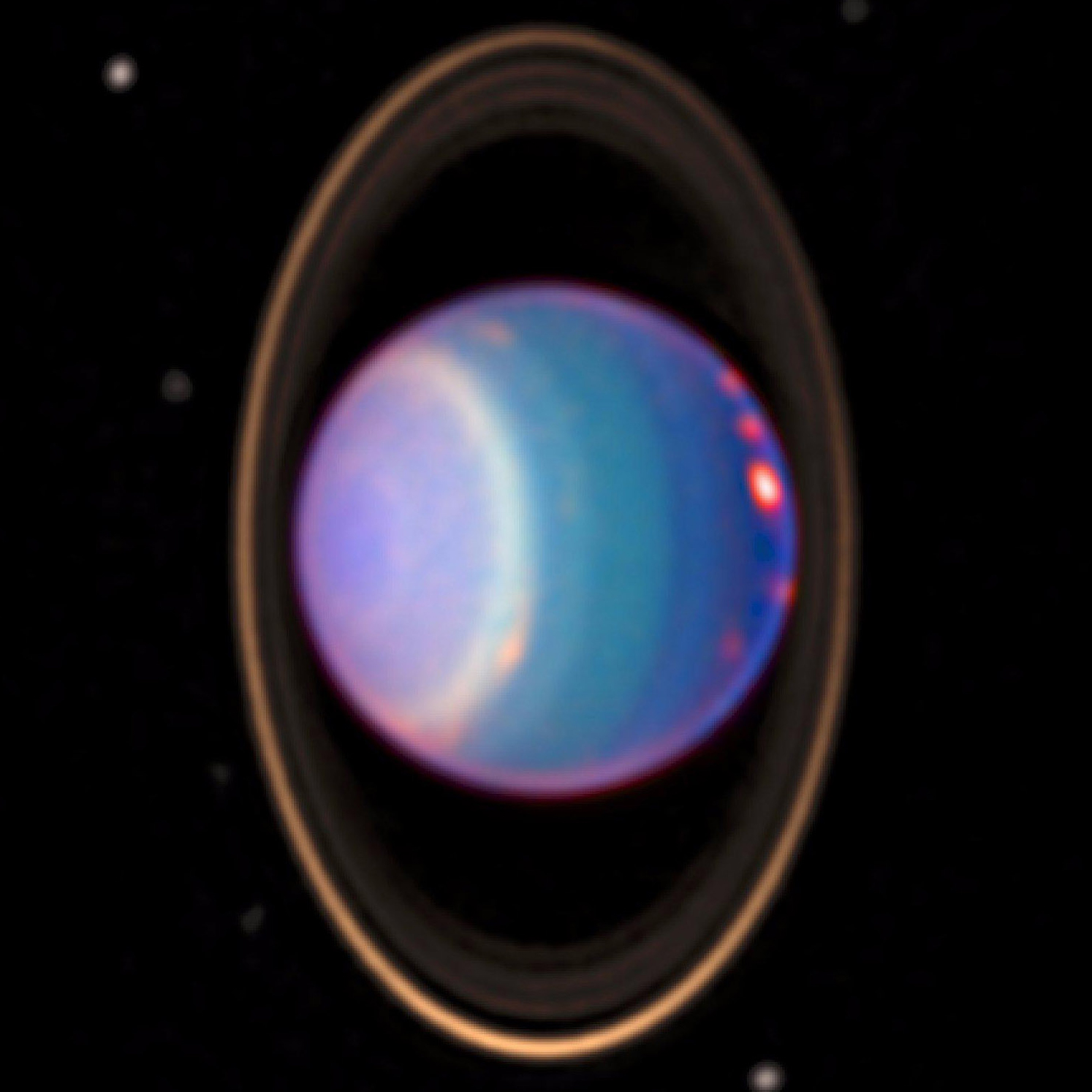
صورة زائفة الألوان من سنة 1998 ملتقطة بالأشعة القريبة من تحت الحمراء بواسطة مرصد هابل وتظهر حزم الغيوم وحلقات أورانوس والأقمار الطبيعية.

يتم أورانوس دورة واحدة حول الشمس كل 84 سنة أرضية. متوسط بعده عن الشمس يبلغ 3 مليارات كم. تصل كثافة الضوء الشمسي على سطح أورانوس إلى 1/400 مما هي على سطح الأرض.
حسبت عناصره المدارية لأول مرة من قبل العالم بيير لابلاس سنة 1783. بمرور الوقت بدأت تظهر التناقضات بين التنبؤات الحسابية والملاحظات الرصدية. أقترح جون كوش آدامز سنة 1841 أن سبب الاختلاف هذا راجع إلى تأثره بجاذبية كوكب غير مرئي. في سنة 1845 بدأ أوربان لوفيريي بحثا مستقلا حول مدار أورانوس. رصد يوهان جدفريد جال كوكب جديد دعي فيما بعد نبتون، وكان قريبا جدا من المكان الذي تنبأ فيه لوفيريي.
تبلغ فترة الدوران الذاتي لأورانوس 17 ساعة و14 دقيقة. ومثل باقي الكواكب العملاقة تظهر ضمن الغلاف الجوي رياح قوية باتجاه الدوران، كما يظهر على بعض خطوط العرض، مثلاً على بعد ثليين من خط الاستواء باتجاه القطب الجنوبي، تظهر ملامح واضحة لتحرك الغلاف الجوي بشكل أسرع جاعلةً من سرعة الدوران الكلية أقل من 14 ساعة.

### ميلان المحور
يبلغ الميل المحوري 97.77 درجة وبالتالي فإن محور الدوران يوازي مستوي النظام الشمسي، وينتج عن هذا تغيرات فصلية مختلفة بشكل كامل عن التغيرات على سطح باقي الكواكب الرئيسية. يمكن ملاحظة تدور بشكل مغزليا مائلاً من الأعلى، في حين يدور أورانوس مغزلياً أفقياً كتدحرج الكرة. بقرب وقت انقلاب الشمس الصيفي يواجه أحد قطبي أورانوس الشمس بشكل دائم، في حين يكون القطب الآخر محجوباً عنها. ويبقى شريط ضيق قرب خط الاستواء يشهد تناوب الليل والنهار، وتكون الشمس في أفق هذه المناطق منخفضة كما يحدث في المناطق القطبية الشمالية على الأرض. ويبقى أحد القطبين مستقبلاً لأشعة الشمس لمدة تتراوح تقريباً 42 سنة، يتبعها 42 سنة أخرى من الظلام. وبقرب وقت الاعتدلان تواجه الشمس خط استواء الكوكب معطيةً فترة تناوب ليلي نهاري مثل تلك التي تظهر على معظم الكواكب. وقد وصل أورارنوس إلى أقصى اعتدال له في 7 ديسمبر سنة 2007.
| النصف الشمالي | السنة      | النصف الجنوبي |
| ------------- | ---------- | ------------- |
| انقلاب شتوي   | 1902، 1986 | انقلاب صيفي   |
| اعتدال ربيعي  | 1923، 2007 | اعتدال خريفي  |
| انقلاب صيفي   | 1944، 2028 | انقلاب شتوي   |
| اعتدال خريفي  | 1965، 2049 | اعتدال ربيعي  |

ونتيجة لهذا الاتجاه المحوري لأورانوس، فتستقبل المنطقة القطبية كمية من الطاقة الشمسية أكثر مما تستقبل المنطقة الاستوائية. ومع ذلك فإن المنطقة الاستوائية ذات حرارة أعلى. الآلية الكامنة وراء هذا الأمر غير معروفة تماماً. كما أن السبب وراء الميل المحوري الكبير لأورانوس غير معروف أيضًا، لكن هناك بعض التوقعات التي تقول أن ذلك حدث أثناء تشكل النظام الشمسي، بأن كوكب أولي بحجم الأرض اصطدم بالكوكب وتسبب بانحراف اتجاه. كان القطب الجنوبي لأورانوس أثناء تحليق فوياجر 2 سنة 1986 مواجه الشمس بشكل مباشر، وقد وسم هذا القطب باسم القطب الجنوبي وفق تعريف الاتحاد الفلكي الدولي حيث يعرف القطب الشمالي لأي كوكب أو قمر بأنه القطب الذي يقع فوق مستوي المجموعة الشمسية بغض النظر عن اتجاه هذا الكوكب في الغزل. وتستخدم قاعدة اليد اليمنى أحياناً بتطبيقها باتجاه حركة الغزل لتحديد القطبين الشمالي والجنوبي.

### المرئية
تراوح القدر الظاهري لأورانواس من +5.6 إلى +5.9 خلال الفترة الممتدة من عام 1995 إلى عام 2006، مع العلم أن القدر الظاهري الذي يمكن للعين المجردة أن تراه هو +6.5. وتبلغ زاويته القطرية ما بين 3.4 إلى 3.7 ثانية قوسية وبالمقارنة مع زحل تتراوح الزاوية من 16 إلى 20 والمشتري من 32 إلى 45 ثانية قوسية. يمكن رؤية أورانوس بالعين المجردة في حالة الظلام الدامس، كما يمكن رؤيته بسهولة في المناطق الحضارية باستخدام المناظير. وباستخدام تلسكوبات الهواة مع عدسة يتراوح مقدارها ما بين 15 إلى 23 سم يمكن رؤية أورانوس كقرص شاحب ذو أطراف مائلة للسواد. أما باستخدام تلسكوبات أكبر عدسة 25 سم أو أكبر يمكن رؤوية شكل السحب وبعض الأقمار الكبيرة كتيتانيا وأوبيرون.

## التركيب الداخلي

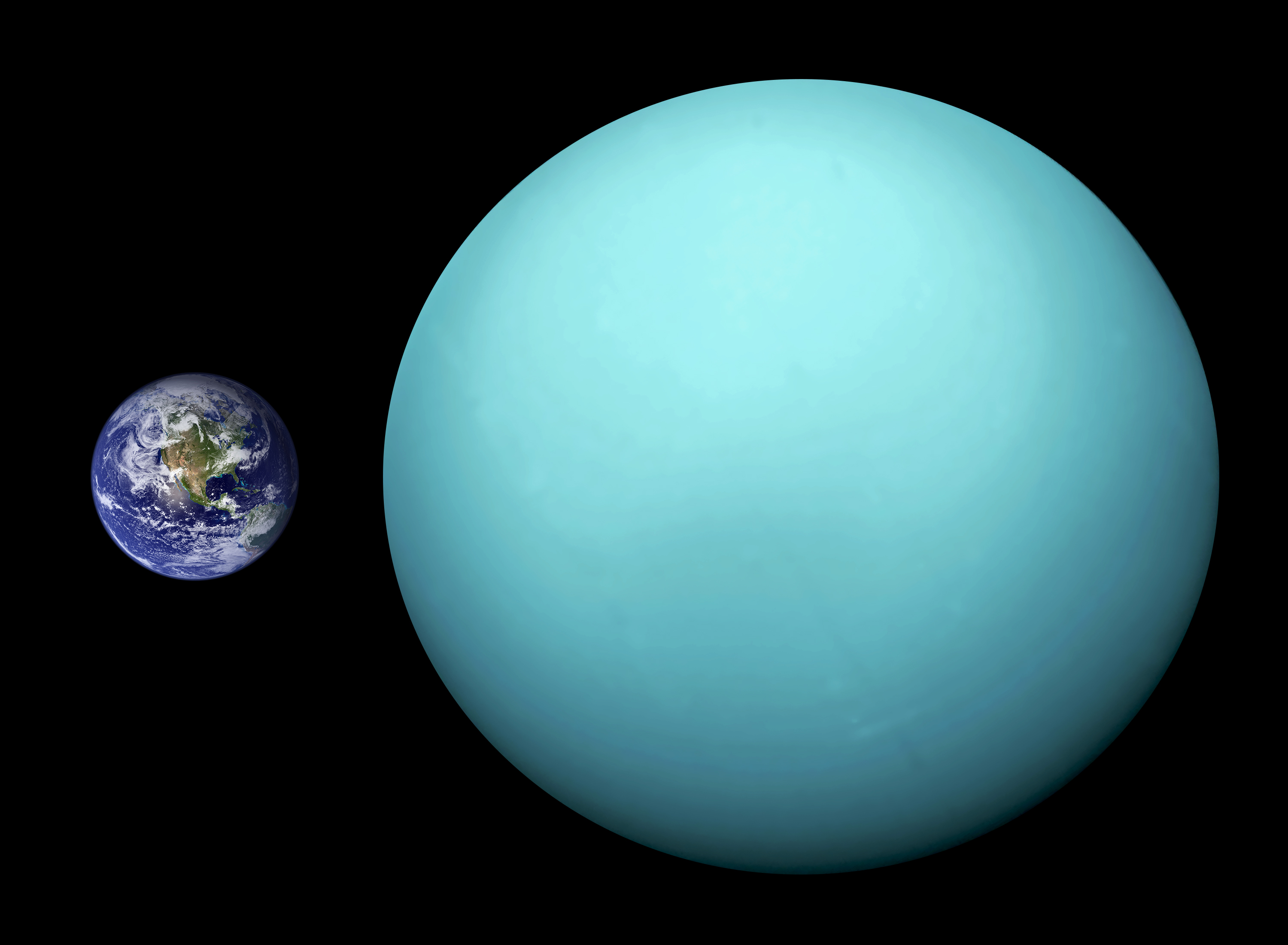
مقارنة بين حجمي الأرض وأورانوس.

رسم مقطعي للبنية الداخلية لأورانوس.

تبلغ كتلة أورانوس حوالي 14.5 ضعف كتلة الأرض، مما يجعله أقل الكواكب كتلة من بين الكواكب العملاقة، على الرغم من أن قطره أكبر قليلاً من قطر نبتون، وتساوي تقريباً أربع أضعاف قطر الأرض. أما كثافته فتبلغ 1.27 غ/سم مكعب وبالتالي فإن أورانوس هو ثاني أقل كواكب المجموعة الشمسية من حيث الكثافة بعد زحل. وتدل هذه الكثافة على أنه مكون بشكل أساسي من اشكال مختلفة من الجليد كجليد الماء والأمونيا والميثان. قيمة الكتلة الكلية في داخل أورانوس غير معروفة تماماً. حيث تظهر نماذج محاكاة أرقام مختلفة من قيمة هذه الكتلة، على أي حال تتراوح القيم بين 9.3 و 13.5 من كتلة الأرض. بينما يشكل الهيدروجين والهليوم جزء قليل من الكتلة الكلية لأورانوس بقيمة كتلية تتراوح ما بين 0.5 إلى 1.5 من كتلة الأرض. بينما الكتلة الباقية والتي تشكل ما بين 0.5 إلى 3.7 من كتلة الأرض تتألف من مواد صخرية.
يوضح النموذج الأساسي لتركيب أورانوس أنه يتألف من ثلاث طبقات: نواة صخرية في المركز، يليها دثار جليدي في الوسط، لتتألف الطبقة الخارجية من غلاف غازي من الهيدروجين/هيليوم. تعتبر النواة صغيرة نسبياً إذا تبلغ كتلتها حوالي 0.55 من كتلة الأرض ونصف قطرها أقل من 20% من نصف قطر أورانوس. في حين يضم الدثار الجزء الأساسي من كتلة أورانوس بقيمة تبلغ 13.4 من كتلة الأرض. بينما الطبقة الخارجية هي ذات الكتلة الأصغر وتساوي 0.5 من كتلة الأرض ،وتمتد لآخر 20% من قطر أورانوس. تبلغ الكثافة ضمن النواة 9 غرامات في السنيمتر مكعب، والضغط في المركز يصل إلى 8 ملايين بار ودرجة الحرارة تصل إلى 5000 كلفن. أما تركيب الدثار الجليدي فهو ليس مؤلف من الجليد وفق الفهم التقليدي، إنما مؤلف من سوائل حارة ذات كثافة عالية تحتوي على الماء والأمونيا ومواد متطايرة. ويدعى أحياناً هذا السائل الذي يملك خاصية ناقلية كهربائية عالية بمحيط الماء-الأمونيا. إن الاختلاف الكبير في تركيب الجزء الضخم من تركيب أورانوس ونبتون عن التركيب الغازي للمشتري وزحل يجعل من المبرر وضع تصنيف عملاق جليدي لهذين الكوكبين ومن الممكن وجود طبقة من الماء المتأين حيث تتحلل جزيئات الماء إلى شوارد هيدروجين وأكسجين وتوجد طبقة أعمق من الماء فائق التأين حيث تتبلور الأكسجين وتطفو شوارد الهيدروجين حول الشبكة البللورية للأكسجين.
يعتبر النموذج أعلاه هو النموذج العياري لتركيب أورانوس، لكن هذا النموذج ليس وحيد إذ توجد نماذج أخرى. فنموذج آخر متوافق مع الملاحظات الرصدية حيث بفرض أنه إذا مزجت كميات كبيرة من الهيدروجين والمواد الصخري ضمن طبقة الدثار الجليدي، فإن الكتلة الكلية في الطبقة الداخلية ستكون أقل وبالمقابل فإن كمية الهيدروجين والصخور ستكون أعلى. على أي حال البيانات المتوفرة حالياً حول أورانوس لا تسمح بالتأكد من أي نموذج هو الصحيح. يظهر من التركيب الداخلي السائل لأورانوس أنه لا يملك سطح صلب. ويتحول الغلاف الجوي الغازي بشكل تدريجي إلى سائل في الطبقات الداخلية.

### الحرارة الداخلية
الحرارة الداخلية لأورانوس منخفضة بشكل ملحوظ مقارنة بالكواكب العملاقة الأخرى. فقيمة الجريان الحراري له منخفضة. وما يزال سبب الانخفاض في حرارته غير مفهوم حتى الآن. يشع نبتون القريب من أورانوس بالتركيب والحجم من الطاقة إلى الفضاء الخارجي 2.61 ضعف مما يستقبله من الشمس. فأورانوس على النقيض من نبتون يكاد لا يشع أي طاقة إضافية. أظهر تحليل بالأشعة تحت الحمراء أن الطاقة الكلية التي يشعها أورانوس تساوي 0.08 ± 1.06 من الطاقة الشمسية الممتصة في الغلاف الجوي. يعادل الجريان الحراري لأورانوس 0.042 ± 0.047 واط لكل متر مربع والذي هو في الحقيقة أقل من الجريان الحراري لكوكب الأرض والذي يساوي 0.075. أقل درجة حرارة سجلت على سطح أورانوس كانت 42 كلفن جاعلةً أورانوس أبرد كوكب في المجموعة الشمسية.
تفرض إحدى النظريات المفروضة لتفسير هذا التناقض، أنه عند اصطدام الجرم الكبير بأورانوس تبددت معظم حرارته الأولية. وبقيت الحرارة عميقاً ضمن النواة. وتفرض نظرية أخرى وجود حواجز في الطبقات العليا لأورانوس تمنع حرارة النواة من الخروج إلى السطح.

## الغلاف الجوي
يعرف السطح الاسمي لجرم غازي بأنه النقطة التي يكون عندها الضغط مساوي لواحد بار ويستخدم هذا التعريف كنقطة الصفر لقياس الارتفاع. مع أنه لا يُوجد سطح صلب حقيقيّ ضمن باطن كوكب أورانوس، فطبقته السطحية الغازية القابلة للرصد من الخارج (دون الاضطرار إلى إدخال مسابير أو ما شابه إلى باطن الكوكب نفسه بسبب حجب الطبقات السطحية للرؤية) تسمى عموماً «الغلاف الجوي». يَظل الرصد الخارجيّ مُمكناً حتى انخفاض 300 كم تقريباً تحت مستوى الضغط الجوي 1 بار ضمن جو أورانوس، وعند هذا المستوى الذي تنتهي عنده إمكانية الرصد يَصل الضغط إلى حوالي 100 بار والحرارة إلى 320 ك. وتمتد هالة الغلاف الجوي الرقيقة بشكل مدهش لمسافة تتجاوز ضعفي قطر الكوكب نفسه إذا افترض أنه يَنتهي عند مستوى ضغط 1 بار. يُمكن تقسيم الغلاف الجوي لأورانوس إلى ثلاث طبقات: التروبوسفير تمتد بارتفاع من -300 إلى 50 كم والضغط فيها يتراوح من 100 إلى 0.1 بار. والطبقة الثانية هي الستراتوسفير وتمتد من ارتفاع 50 إلى 4000 كم والضغط فيها 0.1 إلى 10–10 بار والطبقة الثالثة هي الثيرموسفير ويمتد الغلاف الجوي فيها من 4,000 إلى 50,000 كم من السطح المُفترض.

### التركيب
يختلف تركيب الغلاف الجوي لأورانوس عن باقي الكواكب، على الرغم من أنه يتكون من مركبين أساسيين هما الهيدروجين والهيليوم. حيث يكون الكسر المولي للهيليوم هو عدد ذرات الهيليوم ضمن كل جزيء من الغاز ويساوي على أورانوس 0.15 ± 0.03 0.15 ± 0.03 والذي يُقابله في الطبقات العليا هو كسر كتلي بمقدار 0.26 ± 0.05. وهذه القيمة قريبة إلى الكسر الكتلي للنجم الأولي والذي يساوي 0.275 ± 0.01، ويعني هذا أن الهيليوم لم يستقر في مركز الكوكب كما هو معروف في العمالقة الغازية. كما أن الشيء الشاذ الآخر هو احتواءه على الميثان. حيث يمتلك الميثان مجالات امتصاص عالية للأشعة المرئية والأشعة القريبة من تحت الحمراء مما يجعل لون أورانوس سماوياً. يشكل الميثان نسبة 2.3% من الغلاف الجوي مع تواجد كسر مولي بنسبة أقل تحت سطح سحب الميثان عند الضغط 1.3 بار، ليشكل هذا ما تتراوح نسبته بين 20 و 30% من نسبة الكربون المتوافر في الشمس.
تكون نسبة المزج لجزيئات الهيدروجين أقل في الطبقات العليا بسبب درجة الحرارة المنخفضة، مما يقلل من مستوى التشبع ويسبب زيادة في تجمد الميثان الخارج. ومن غير المعروف وفرة بعض المواد المتطايرة بما في ذلك الأمونيا والماء وكبريتيد الهيدروجين في عمق الغلاف الجوي، لكن من المرجح أن وجودها ذو تركيز أعلى من باقي المجموعة الشمسية. وجدت كميات من أنواع مختلفة من الهيدروكربونات في الستراتوسفير، ويعتقد أنه نتجت بسبب التحلل الضوئي للميتان بالأشعة فوق البنفسجية. كما يتضمن الغلاف الجوي كلاً من الإيثان والأسيتيلين والبروبين والبوتاديين. كما كشف التحليل الطيفي وجود كميات من بخار الماء وأول أكسيد الكربون وثاني أكسيد الكربون في أعلى الغلاف الجوي، ويمكن أن تنشأ هذه المركبات من مصادر خارجية كسقوط الغبار والمذنبات.

### التربوسفير

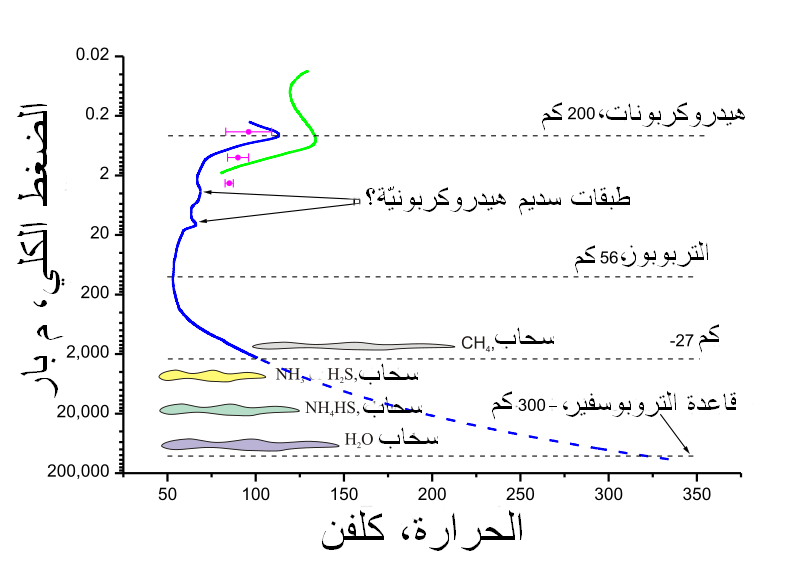
توزع الحرارة في طبقة التربوسفير والطبقة السفلية من السترابوسفير، كما أنها تتضمن الغيوم والضباب.

طبقة التربوسفير هي أدنى وأكثف طبقة من طبقات الغلاف الجوي. وتتميز بتناقص درجة الحرارة مع الارتفاع. فتسقط درجة الحرارة من 320 كلفن عند قاعدة طبقة التربوسفير الاسمية عند الارتفاع -300 كم إلى 53 كلفن عند ارتفاع 50 كم. في الواقع تتغير درجة الحرارة عند أعلى ارتفاع لهذه الطبقة من 57 كلفن إلى 49 كلفن تبعاً لخط العرض. وتكون طبقة التربوسفير المسؤولة بشكل رئيسي عن انبعاثات الكوكب الحرارية من الإشعة تحت الحمراء. وبذلك تتحدد درجة الحرارة الفعالة 59.1 ± 0.3 كلفن.
ويعتقد أن هذه الطبقة تمتلك سحب ذات تركيب معقد، فيفترض وجود سحب من الماء عند منطقة ضغط تتراوح ما بين 50 و 100 بار، وكذلك سحب من بيكبريتيد الأمونيوم في منطقة ضغط تتراوح ما بين 40 و 20 بار، وسحب من الأمونيا كبريتيد الهيدروجين في منطقة الضغط ما بين 10 إلى 3 بار، وأخيراً تتواجد سحب الميثان عند الضغط من 2 إلى 1 بار. وتعتبر طبقة التربوسفير جزء حيوي هام من الغلاف الجوي، فتوجد رياح قوية وسحب براقة.

### الغلاف الجوي العلوي
يعرف الغلاف الجوي المتوسط لأورانوس باسم الستراتوسفير، حيث تزداد درجة الحرارة تدريجياً مع الارتفاع. فتكون درجة الحرارة 53 كلفن في المنطقة الفاصلة ما بين التروبوسفير والستراتوسفير. وتصل هذه الحرارة إلى ما بين 800 و 850 كلفن في بداية طبقة الثيرموسفير. والسبب الراجع لهذه الزياد مع الارتفاع تعود لامتصاص الميثان الأشعة تحت الحمراء والأشعة فوق البنفسجية الشمسية من قبل غاز الميثان وهيدروكربونات أخرى، والذي نتج في هذا الجزء من الغلاف بسبب عملية التحليل الضوئي للميثان. تتواجد الهيدروكربونات في طبقة رقيقة على ارتفاع يتراوح بين 100 إلى 300 كم والموافقة لضغط يتراوح من 10 إلى 0.1 بار ودرجة حرارة من 75 إلى 175 كلفن. النسبة الأكبر من الهيدركربونات هي عبارة عن مزيج من الميثان والإستيلين والإيثان حيث تبلغ نسبة الهيدركربونات 10−7 من نسبة الهيدروجين. أما نسبة أول أكسيد الكربون فهي مشابه عند هذا الارتفاع. بينما نسبة الهيدركربونات الأثقل وثاني أكسيد الكربون أقل بثلاث مرات مما هي عليه للهيدركربونات الاخف وأول أكسيد الكربون. بينما نسبة الماء حوالي 7*10−9 من نسبة الهيدروجين. يميل الإيثان والإستيلين إلى التكاثف في المناطق ذات الحرارة الأدنى في السترابوسفير والمنطقة الحدية ما بين السترابوسفير والتربوسفير مما يؤدي إلى تشكل طبقة ضبابية، على أي حال يكون تركيز الهيدركربونات فوق طبقة الضباب أقل مما هي عليه في السترابوسفير باقي الكواكب العملاقة.
تتألف الطبقة الخارجية من الغلاف الجوي لأورانوس من الثرموسفير والهالة. وتكون درجة الحرارة غير متجانسة وتتراوح ما بين 800 و 850 كلفن. وحتى الآن من غير المفهوم مصادر الطاقة اللازمة للحفاظ على هذه القيمة العالية، حيث لا تكفي الأشعة الفوق بنفسجية الشمسية والأشعة فوق البنفسجية الخارجية والنشاط الشفقي بتزويد هذا النشاط الحراري. ويمكن أن يساهم فقدان الفعالية التبريدية للهيدروكربونات في طبقات الستراتوسفير ذات الضغط الأقل من 0.1 ميلي بار. بالإضافة إلى دور ذرات الهيدروجين، حيث تحوي الثيرموسفير والكرونات على ذرات هيدروجين حرة. حيث أن كتلتها الصغيرة مع درجة الحرارة العالية تفسر سبب امتداد الهالة إلى ما يساوي ضعفي نصف قطر أورانوس أو 50000 كم من أورانوس. وهذه الهالة ميزة فريدة لكوكب أورانوس. ويتضمن تأثيرها علىمقاومة الجزيئات الصغير التي تدور حول أورانوس مما يسبب استنزاف الغبار في حلقات أورانوس. تشكل الطبقة العليا من الستراتوسفير مع طبقة الثيرموسفير الغلاف المتأين لأورانوس. وتقبع طبقة الغلاف المتأين على ارتفاع يتراوح بين 2000 إلى 10000 كم. طبقة الغلاف المتأين لأورانوس أكثف مما هي لنبتون وزحل، والتي يُحتمل أنها نشأت بسبب التركيز المنخفض للهيدروكربونات في الستراتوسفير. يتناسب الغلاف المتأين مع الأشعة الفوق بنفسجية الشمسية والتي بدورها تتناسب كثافتها مع النشاط الشمسي. أما نشاط ظاهرة الشفق فهي كبيرة مقارنة مع نظيرتها في المشتري وزحل.

## حلقات أورانوس

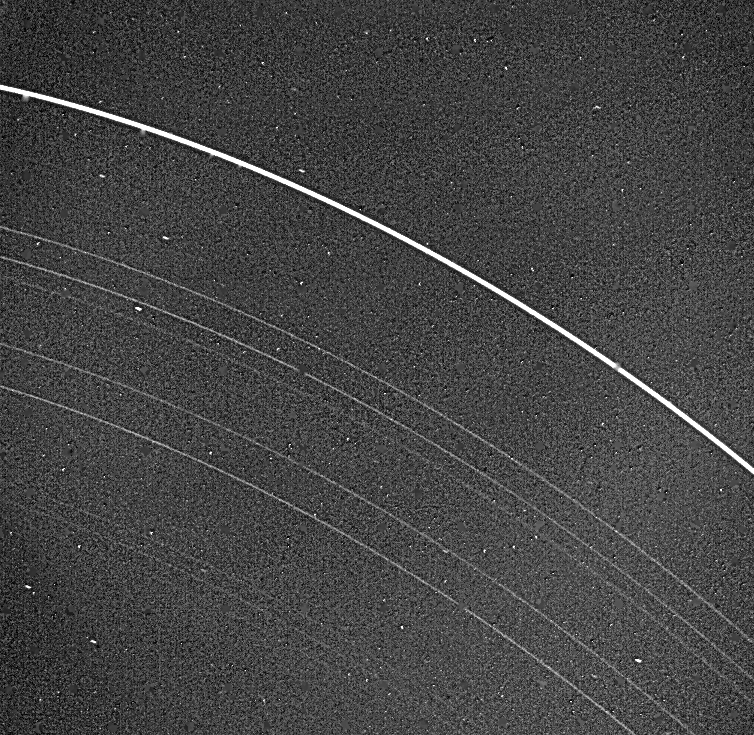
حلقات أورانوس الداخلية. تظهر الحلقة إبسلون وهي أكثر الحلقات سطوعاً، إضافة لثمان حلقات أخرى.

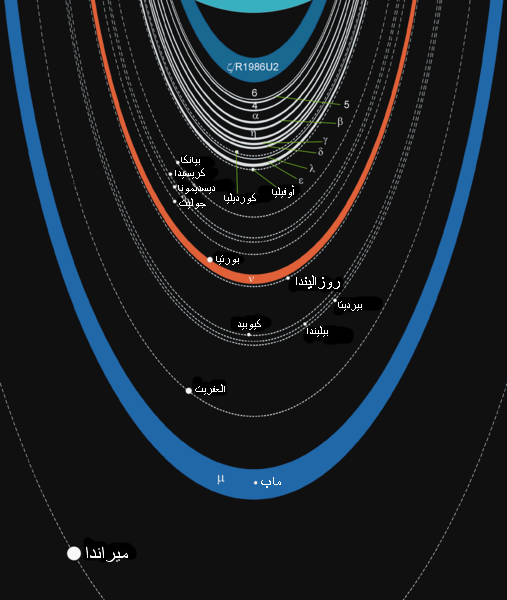
حلقات أورانوس.

يملك أورانوس نظام حلقات كامل، وبذلك يعتر النظام الحلقي لأورانوس ثاني نظام حلقي يكتشف في النظام الشمسي بعد زحل. وتتركب الحلقات من مواد مظلمة تقريباً، والتي تختلف بالحجم وتتنوع من أحجام ميكروية إلى أحجام تصل إلى أجزاء مترية. وقد تم اكتشاف ثلاثة عشر حلقة متمايزة حتى الآن. وأكثر هذه الحلقات لمعاناً هي الحلقة إبسلون (ε). وجميع حلقات أورانوس باستثناء حلقتين متقاربين جداً حيث يصل عرضهم لبضع كيلومترات. يعتقد أن هذه الحلقات حديثة النشأة، حيث تشير الاعتبارات الديناميكة إلى عدم نشوء هذه الحلقات مع نشوء أورانوس. ويعتقد أن المواد ضمن الحلقات نشأت من تحطم قمر (أو أقمار) لأورانوس نتيجة اصطدام عالي السرعة. حافظت عدد قليل من الجزيئات من بين العدد الهائل الناتج عن التحطم على وجودها في منطقة مستقرة مشكلة حلقات الكوكب.
وصف ويليام هيرشيل من خلال رصده احتمال وجود حلقات حول هذا الكوكب. إلا أن الرؤية في ذلك الوقت كان مشكوك فيها. ولم يرصد أحد آخر هذه الحلقات في القرنين التاليين. ومع ذلك وصف هيرشيل وصفاً دقيقاً للحلقة إبسلون من حيث لونها الأحمر وحجمها وزاويتها النسبية للأرض وتعير مظهرها مع دوران أورانوس حول الشمس. وقد أعلن عن تمييز حلقات أورانوس في سنة 1977 على يد العلماء جايمس إيليوت وإدوارد دونهم ودوغلاس مينك مستخدمين مرصد كايبر المحمول جوا، وقد كان هذا الاكتشاف مصادفة، حيث كان من المخطط دراسة الغلاف الجوي لأورانوس عبر احتجاب النجم SAO 158687 بأورانوس. فقد لاحظوا اختفاء النجم لفترات وجيزة قبل وبعد احتجابه بأورانوس، ليستنتجوا أنه لابد من وجود نظام حلقات حول أورانوس تسبب بالاختفاءات القصيرة للنجم.
وكشفوا في وقت لاحق عن أربع حلقات أخرى حول أورانوس. وقد تم تصوير الحلقات بشكل مباشر عندما حلق المسبار فوياجر 2 في سنة 1986. كما اكتشف فوياجر 2 حلقتين أخرى تين رقيقتين ليصبح العدد الكلي للحلقات المكتشفة حتى ذلك الوقت أحد عشر حلقة.
اكتشف بواسطة مرصد هابل الفضائي سنة 2005 حلقتين لم تكونا معروفتين في السابق. وتقع الحلقة الأكبر على بعد ضعفي المسافة عن أورانوس من الحلقات السابقة. تقع هاتين الحلقتين بعيداً جداً عن الكوكب لذلك دعيتا بالحلقات الخارجية. كما اكتشف المرصد قمرين صغيرين أحدهما هو القمر ماب والذي يتشارك في مداره مع مدار الحلقة الأبعد من الحلقتين المكتشفتين حديثاً. ليصل عدد الحلقات المكتشفة إلى ثلاثة عشر حلقة. أظهرت صور ملتقطة بواسطة مرصد كيك في سنة 2006 ألوان الحلقتين الجديدتين، فالحلقة الأبعد زرقاء اللون والأخرى حمراء.
وإحدى الفرضيات لتفسير اللون الأزرق للحلقة الأبعد تفرض وجود جزيئات دقيقة من جليد الماء ناتجة من القمر ماب وهي صغيرة بما فيه الكفاية لتبعثر الضوء الأزرق. وفي المقابل أقرب حلقات أورانوس تظهر بلون رمادي.

## الحقل المغناطيسي

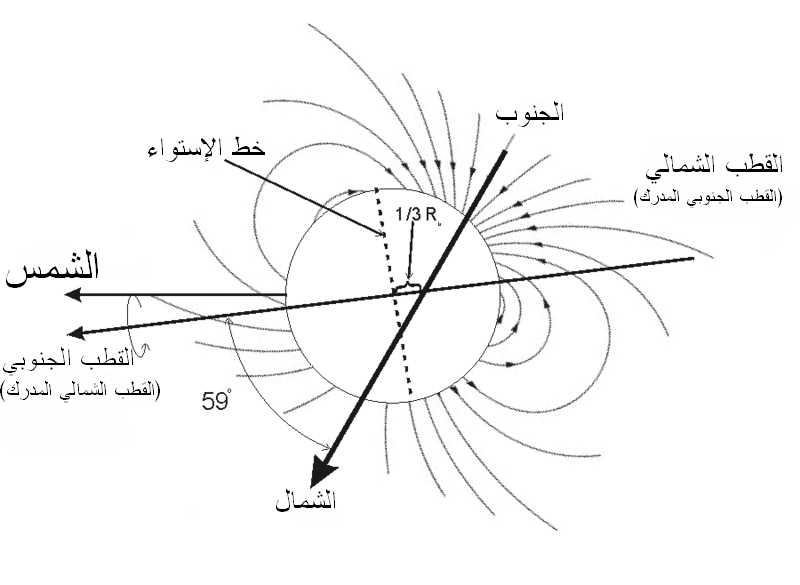
الحقل المغناظيسي لأورانوس كما تم رصده من خلال فوياجر2.

لم تكن هناك قياسات لخصائص الغلاف المغناطيسي لأورانوس قبل وصول المسبار فوياجر 2، لذلك بقيت طبيعة هذا الغلاف لغز. وقد توقع الفلكيين قبل سنة 1986 أن الحقل المغناطيسي لأورانوس سيكون على نفس خط الرياح الشمسية، وبذلك سيكون بمحاذاة قطبي الكوكب المتوضعي على مستوي مسار الشمس.
كشفت رصود فوياجر أن الحقل المغناطيسي لأورانوس غريب، فهو لا ينشأ من المركز الهندسي للكوكب إضافة إلى ميلانه 59 درجة عن محور دورانه. فينحرف المركز القطبي له بمقدار ثلث نصف قطر الكوكب باتجاه القطب الجنوبي الدوراني. وتسبب هذا التوزيع الهندسي الغريب عدم تناظر عالي في الغلاف المغناطيسي، فتكون شدة الحقل المغناطيسي السطحي في النصف الجنوبي أقل من 0.1 غاوص، بينما تزيد في النصف الشمالي عن 1.1 غاوص. ويساوي متوسط الحقل المغناطيسي السطحي 0.23 غاوص. وبالمقارنة مع الحقل المغناطيسي الأرضي، فهو تقريباً متساوي في كلا القطبين، كما أن الحقل المغناطيسي عند خط الاستواء يوازي خط الاستواء الجغرافي. ويساوي العزم المغناطيسي القطبي لأورانوس 50 ضعف من العزم الأرضي. يمتلك نبتون نفس الإزاحة تقريباً، مما يوحي بأن هذا صفة مشتركة للعمالقة الجليدية. تفرض إحدى الفرضيات أن الحقل المغناطيسي للعمالقة الجليدية لا ينشأ في النواة مثل الكواكب الصخرية أو العمالقة الغازية، إنما ينشأ بسبب حركة في أعماق ليست بالبعيدة مثل محيط الماء-أمونيا.
وعلى الرغم من هذا الانرياح الغريب، فيملك الغلاف المغناطيسي لأورانوس نفس الخواص لباقي الأغلفة المغناطيسية لمختلف الكواكب. فيوجد تقوس صدمي على بعد يساوي 23 مرة من نصف قطر أورانوس، كما يوجد حزام إشعاعي على بعد 18 ضعف من نصف قطر أورانوس. ويعتبر الغلاف المغناطيسي لأورانوس أكثر شبهاً لغلاف زحل ومختلف عن غلاف المشتري. تمتد مسارات للذيل المغناطيسي خلف الكوكب لمسافة بملايين الكيلومترات إلى الفضاء الخارجي.
يحتوي الغلاف المغناطيسي لأورانوس على جسيمات مشحونة مثل البروتونات والإلكترونات وكميات قليلة من شوارد H2+ ولم يتم تحديد شوارد أثقل من هذه. ومن الممكن أن هذه الجسيمات المشحونة مستمدة من هالة الغلاف الجوي الحار. ويمكن أن تصل طاقة الشوارد والإلكترونات إلى 4 و 1.2 ميجا إلكترون فولت على التوالي. تصل كثافة الشوارد ذات الطاقة المنخفضة (أقل من 1 كيلو إلكترون فولت) في الغلاف المغناطيسي الداخلي إلى 2 سم−3. تتأثر كثافة الجسيمات المشحونة بحركة أقمار أورانوس حيث تشكل فجوات ملحوظة في الغلاف المغناطيسي. كما أن كثافة الجسيمات المشحونة عالية بما فيه الكفاية لتُحدث تجوية فضائية والتي تؤثر على جيولوجيا أقمار أورانوس. وهذا ما قد سبب عدم تجانس في لون سطوح أقمار أورانوس وحلقاته. يظهر لأوارنوس شفق متطور نسبياً على شكل قوس ساطع حول كلا القطبين.

## المناخ

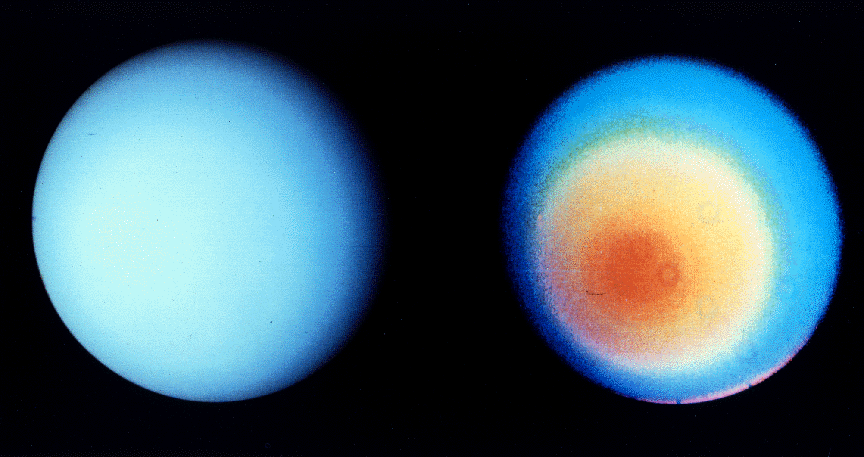
النصف الجنوبي لأورانوس بألوان حقيقية تقريباً وفق فوياجر 2 وتظهر حزم الغيوم والغلاف الجوي.

يظهر أورانوس بالأشعة المرئية والأشعة فوق البنفسجية ذو تركيب رقيق في الغلاف الجوي مقارنة بالكواكب العملاقة الأخرى، وحتى من نبتون والذي يعتبر أكثر الكواكب مشابهةً لأورانوس. وقد رصد فوياجر أثناء تحليقه حول أورانوس سنة 1986 طبقة رقيقة من السحب تعبر الطبقات الداخلية له. وإحدى التفسيرات المقترحة لتشكل هذه السحب هو بسبب الحرارة الداخلية المنخفضة لأورانوس حيث يعتبر أورانوس أبرد كوكب في المجموعة الشمسية. كانت أقل حرارة مقاسة على أورانوس تساوي 49 كلفن.

### بنية حزم الغيوم والرياح والسحب

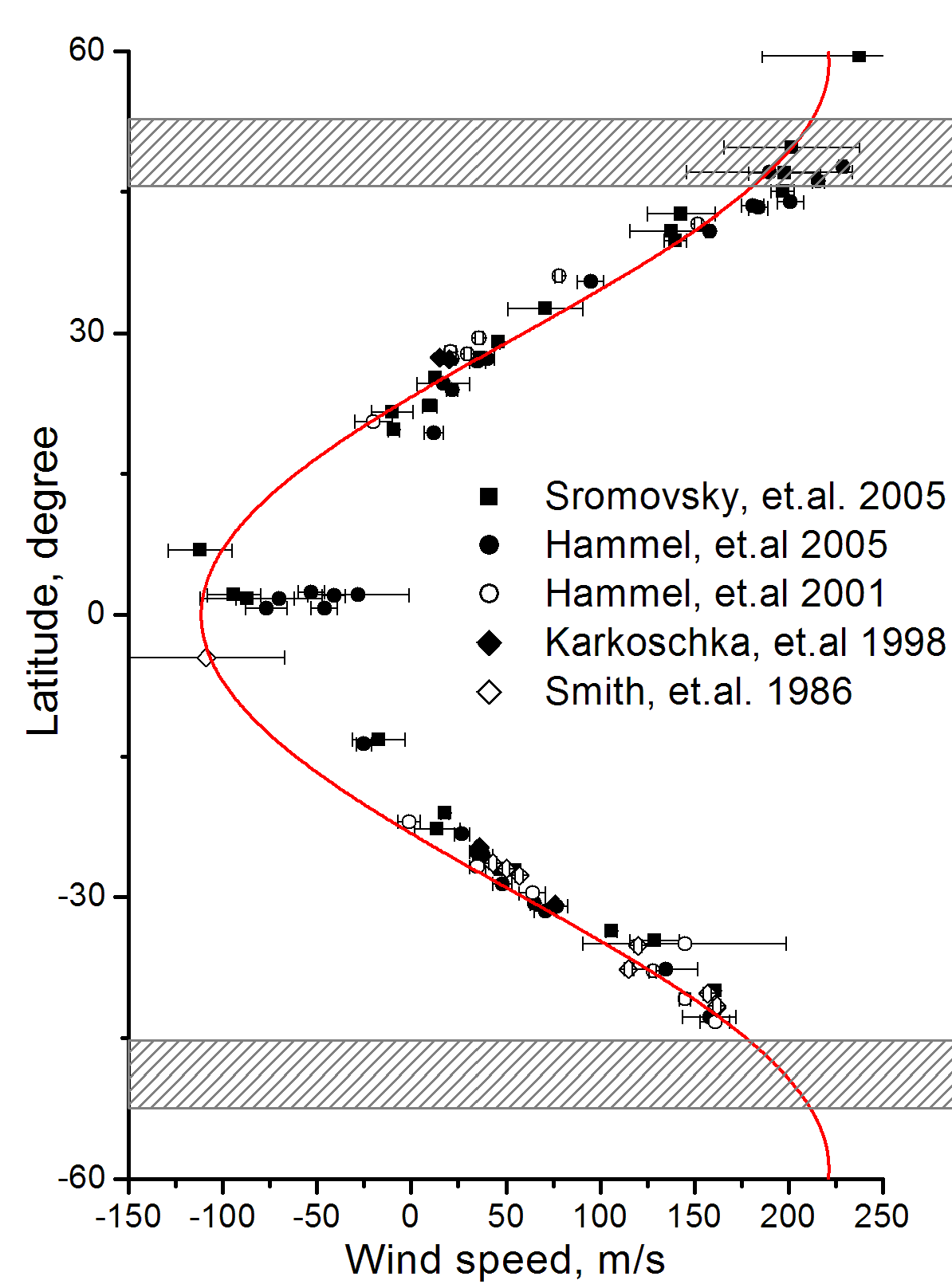
منطقة رياح سريعة على أورانوس، تظهر المنظقة المظللة الطوق الجنوبي ونظيرتها الشمالية المستقبلية. المنحني الأحمر يبين انسجام البيانات.

حلق فوياجر 2 في سنة 1986 فوق النصف الجنوبي، ليجد أن النصف الجنوبي يمكن أن يقسم إلى منطقتين: قبعة قطبية ساطعة، ونطاقات استوائية معتمة. والمنطقة الفاصلة بينهما تقع على خط عرض -45 درجة. توجد منطقة تقع في المجال العرضي -45 إلى -50 درجة، هي المنطقة ذات السطوع الأعلى في القسم المرئي من الكوكب. وتسمى هذه المنطقة الطوق ويعتقد أن منطقة القبعة القطبية والطوق هي مناطق كثيفة بسحب الميثان الواقعة ضمن مجال الضغط ما بين 1.3 إلى 2 بار. بالإضافة إلى بنية النطاقات الممتدة بشكل واسع، لاحظ فوياجر بنية سحب رقيقة تمتد لعدة درجات شمال الطوق، ولم يستطع هذا المسبار رصد النصف الشمالي لأورانوس، بسبب وصوله أثناء ذروة الصيف الجنوبي. وعندما وصل أورانوس لذروة الشتاء في بداية القرن الحادي والعشرين تم رصد النصف الشمالي بواسطة مرصد هابل الفضائي ومرصد كيك ولم يتم ملاحظة طوق أو قبعة قطبية في النصف الشمالي. وبذلك يظهر أورانوس عدم تجانس في بنية النطاقات. على أي حال ظهر في سنة 2007 عندما كان أورانوس عند نقطة الاعتدال أن الطوق الجنوبي اختفى تقريباً، مع ظهور طوق رقيق في النصف الشمالي على درجة 45.
أدى تطور تقنيات دقة التصوير إلى ازدياد كبير في رصد سحب ساطعة منذ سنة 1990. ومعظم هذه السحب التي تم رصدها كانت في النصف الشمالي منذ أن بدأت بالظهور. وإحدى التفسيرات المبكرة من أن رصد السحب الساطعة في الجزء المظلم أسهل منه في النصف الجنوي بسبب أن الطوق يجعل من الصعب تمييزها. ومع ذلك يوجد اختلاف في نمط هذه السحب بين الجزئين الشمالي والجنوبي، فالسحب الشمالية أصغر وأكثر وضوحاً وسطوعاً. وتظهر عند خطوط عرض أعلى. لكن عمر هذه السحب قصير، فبعض السحب الصغيرة يصل عمرها لساعة واحدة فقط. بينما واحدة على الأقل من السحب الجنوبية ما زالت مستمرة منذ تحليق فوياجر. كشفت الأرصاد الحالية وجود قواسم مشتركة ما بين سحب أورانوس وسحب نبتون. فعلى سبيل المثال البقعة المظلمة على نبتون لم بتم رصد مثيل لها على أورانوس في ما قبل 2006، حيث تم تصوير مثيل لها ويطلق عليها اسم البقعة المظلمة على أورانوس. وتفرض إحدى التوقعات أن أورانوس يصبح أكثر شبهاً لنبتون خلال فترة الاعتدالان.

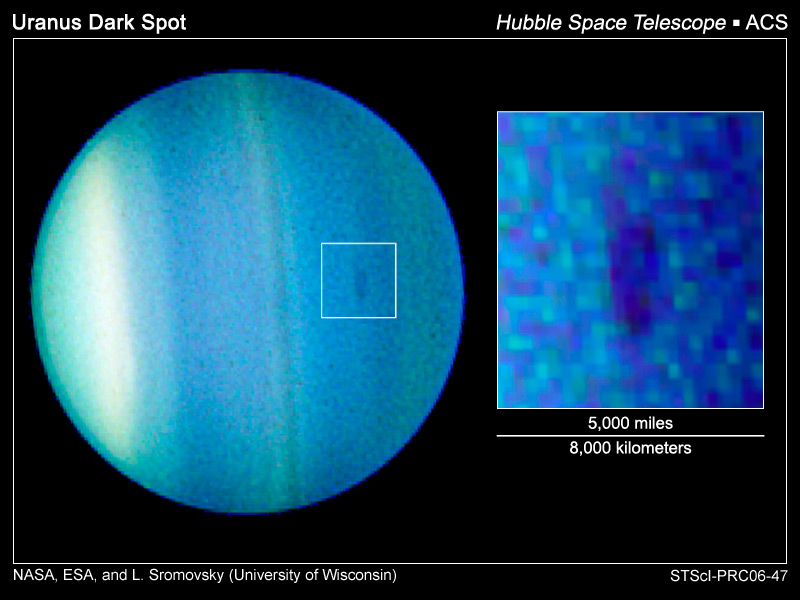
أول بقعة مظلمة تم رصدها على أورانوس سنة 2006.

سمح تتبع أثر السحب من تحديد مناطق الرياح التي تهب في أعلى التربوسفير. فيكون اتجاه الرياح عند خط الاستواء إلى الوراء أي أنها تهب بعكس اتجاه دوران الكوكب بسرعة تتراوح من -100 إلى -50 متر في الثانية. تزداد سرعة الرياح بالابتعاد عن خط الاستواء لتصل إلى قيمة الصفر عند خطي عرض ±20° حيث توجد أقل درجة حرارة في التربوسفير. تستمر الزيادة في سرعة الرياح وتبلغ أعلى قيمة لها عند خطي عرض ±60° ثم تتناقص لتصل إلى الصفر عند القطبين. بالقرب من القطبين تتبع الرياح حركة الكوكب التراجعية. تتراوح سرعة الرياح عند خط عرض −40° من 100 إلى 150 متر في الثانية. وبما أن الطوق يحجب جميع الغيوم الأدنى منه فمن المستحيل حالياً قياس سرعة الرياح من الطوق وحتى قبعة القطب. في المقابل، وصلت أعلى سرعة رياح لأكثر من 240 متر في الثانية عند خط عرض +50.

### التغيرات الفصلية

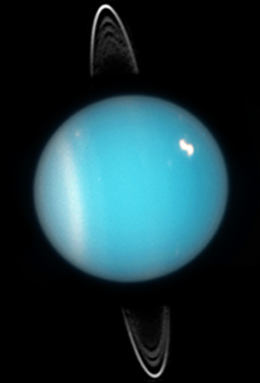
صورة ملتقطة سنة 2005 تظهر الحلقات والطوق الجنوبي وغيوم ساطعة في النصف الشمالي.

ظهرت في الفترة الممتدة من مارس إلى مايو في سنة 2004 عدد كبير من السحب في الغلاف الجوي لأورانوس، جاعلةً مظهره مشابه إلى حد كبير مظهر نبتون.
وقد تضمن هذا الرصد تسجيل أعلى سرعة للرياح والتي بلغت 229 متر في الثانية إضافة إلى عاصفة رعدية مستمرة أطلق عليها اسم ألعاب 4 مايو النارية. كما رصد الباحثون في مؤسسة علوم الفلك وجامعة ويسكنسون في 24 أغسطس سنة 2006 بقعة مظلمة على سطح أورانوس، أعطت علماء الفلك نظرة أكثر عمقاً لنشاط الغلاف الجوي لهذا الكوكب، أما سبب هذه التغيرات الفجائية في الطقس غير معروفة تماماً، لكن يعتقد أن الميلان المحوري الكبير لأورانوس والمسبب لتغيرات فصلية متباينة هو السبب. من الصعب تحديد طبيعة التغيرات الفصلية على أورانوس لأن البيانات المتوافرة عن أورانوس لا تشمل كامل فترة 84 سنة(سنة لأورانوس كاملة). ومع ذلك فقد حدثت بعض الاكتشافات. أظهرت القياسات المتخذة بواسطة القياس الضوئي الفلكي على مدار عام ونصف العام الأورانوسي (منذ سنة 1950) وجود تغيرات في السطوع لنطاقين طيفيين، وأعظم تغير يحدث في فترة الانقلاب والأصغري في فترة الاعتدال. كما بدأت قياسات لتغيرات دورية مشابهة تم الحصول عليها باستخدام الأشعة الصغرية في الطبقة السفلى من التربوسفير، وقد بدأت هذه القياسات منذ سنة 1960. كما بدأت قياس درجة الحرارة بدءاً من سنة 1970 لتظهر أعلى قيمة للحرارة في الستراتوسفير عند انقلاب سنة 1986. ويعتقد أن سبب هذه التغيرات بسبب التغيرات في هندسة المشاهدة.
على أي حال، توجد بعض الأسباب تجعل الاعتقاد بأن أسباب فيزيائية وراء التغيرات الفصلية. فبينما يعتقد أن الكوكب يملك قطب جنوبي ساطع، وقطب شمالي معتم تقريباً، وهو ما يتنافى مع نموذج التغيرات الموسمية أعلاه. في خلال الانقلاب الشتوي السابق سنة 1944، أظهر أورانوس مستويات عالية من السطوع مما يوحي بأن القطب الشمالي ليس في حالة إعتام دائم. وتعني هذه المعلومات أن القطب المرئي يسطع قبل الانقلاب ويعتم بعد الاعتدال. كشفت تحاليل تفاصيل البيانات المُحصلة بواسطة الضوء المرئي والأشعة الصغرية من أن التغيرات الدورية للسطوع ليس متجانس بشكل دائم خلال فترة الاعتدال، والتي تشير إلى اختلافات في البياض وفق التغيرات في خطوط الطول والعرض. وفي سنة 1990 ابتعد أورانوس عن نقطة الانقلاب ليلاحظ من خلال مرصد هابل والمراصد الأرضية بأن سطوع القطب الجنوبي بدأ يعتم بشكل تدريجي (باستثناء الطوق الجنوبي الذي حافظ على سطوعه)، في حين ظهرت زيادة في النشاط في النصف الشمالي، مثل تشكل السحب وزيادة سرعة الرياح، مما يوحي بأن النصف الشمالي سيصبح أكثر سطوعاً. وقد حدث هذا بالفعل في سنة 2007 أثناء الاعتدال، عندم ظهر طوق شمالي خافت، وأصبح الطوق الجنوبي غير مرئي تقريباً، مع بقاء عدم تجانس في الرياح، حيث أن الرياح الشمالية أبطأ منها في النصف الجنوبي.
ماتزال آلية حدوث التغيرات الفصلية غير واضحة. في نقطة الانقلاب الصيفي أو الشتوي يبقى تصف أورانوس معرض للأشعة الشمسية أو يتوضع بعيداً عنها. ويعتقد أن سطوع النصف المعرض للأشعة الشمسية ناتج عن سحب الميثان المحلية السميكة، وطبقات الضباب المتوضعة في التربوسفير. كما أن الطوق الساطع مرتبط أيضاً بسحب الميثان. ويمكن تفسير التغيرات في المنطقة الجنوبية بتغيرات السحب في الطبقات السفلية. ومن المحتمل أن تغيرات انبعاثات الأشعة الصغرية يحدث بسبب تغيرات في عمق التربوسفير. يمر أورانوس حالياً في فترة الاعتدال الخريفي والربيعي فيمكن أن تحدث تغيرات ديناميكية وتغيرات بالحمل الحراري.

## نشأة أورانوس
العديد من النظريات تشير إلى اختلافات في نشأة العمالقة الغازية والعمالقة الجليدية. يعتقد أن المجموعة الشمسية تشكلت من كرة عملاقة من الغاز والعملاق تعرف باسم سديم الشمس الأولي. أغلب غازات السديم، وبشكل رئيسي الهيليوم والهيدروجين شكلت الشمس، في حين تجمع الغبار مشكلاً الكواكب الأولية. وكلما نما الكوكب ازدادت جاذبيته لتضم إليها غازات أكثر من السديم. وكلما ضم إليه مزيد من الغاز كلما أصبح أكبر، وكلما أصبح أكبر كلما ضم غاز أكثر. إلى أن يصل إلى نقطة حرجة، ليزداد حجمه بقيمة أسية. لا تصل العمالقة الجليدية إلى هذه القيمة الحدية. أظهرت نماذج محاكاة هجرة الكواكب أن العمالقة الجليدية تشكلت على مسافة أقرب مما هي عليه الآن من الشمس، ثم انتقلت فيما بعد إلى وضعها الحالي.

## أقمار أورانوس
يملك أورانوس 27 قمرًا طبيعيًا. وقد أعطيت هذه الأقمار أسماء مستمدة من أعمال ويليام شكسبير وألكسندر بوب. والأقمار الخمسة الرئيسية هي ميراندا وأرييل وتيتانيا وأوبيرون وأومبريل. تعتبر كتل نظام أقمار أورانوس هي الأصغر من بين العمالقة الغازية. فكتلة الأقمار الخمسة الرئيسية تعادل فقط نصف كتلة تريتون قمر نبتون. أكبر هذه الأقمار، تيتانيا، له نصف قطر يصل إلى 788.9 كم أي أقل من نصف قطر قمر الأرض ولكنه أكبر قليلاً من ريا ثاني أكبر أقمار زحل، ليكون تيتانيا ثامن أقمار المجموعة الشمسية من حيث الكبر، تملك أقمار أورانوس بياض قليل نسبياً يتراوح من 0.20 لأوبيرون إلى 0.35 لأرييل). تتركب الأقمار من كتل جليدية وكتل صخرية بنسبة 50% للمكونات الجليدية و50% للمكونات الصخرية تقريباً، ومن الممكن أن يحوي الجليد الأمونيا وثاني أكسيد الكربون.

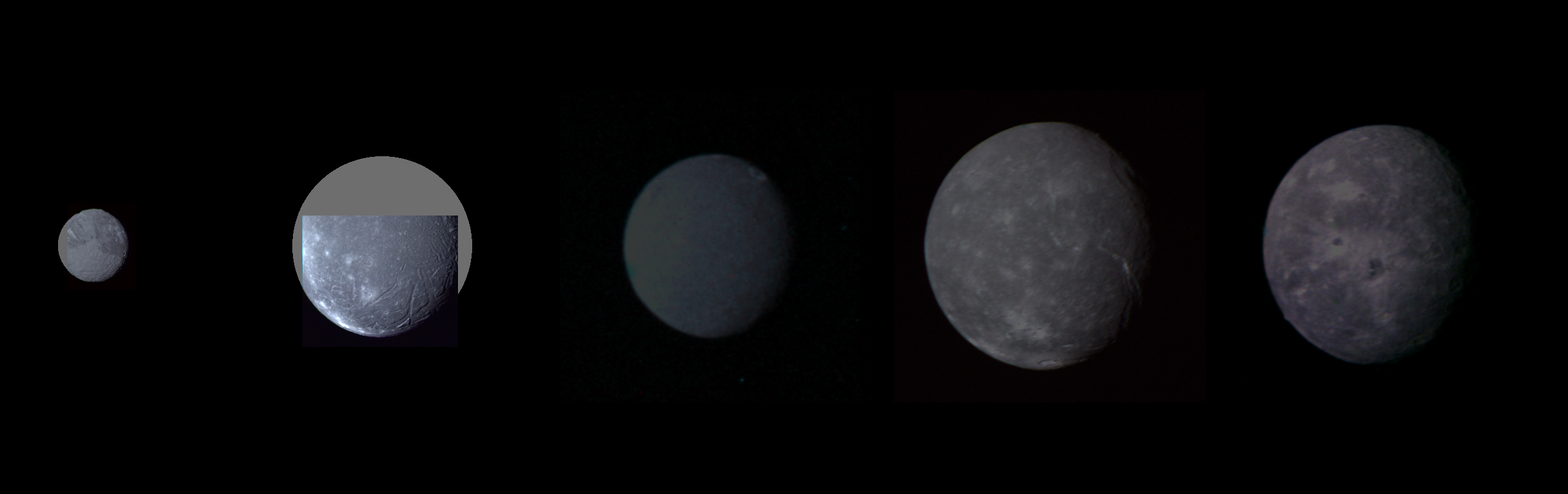
الأقمار الرئيسية لأورانوس، ويظهر الحجم النسبي لهذه الأقمار.

بحسب الظاهر فإن أرييل لديه سطح أحدث من بين جميع الأقمار، بينما يبدو أن أوبيرون هو الأقدم. يملك ميراندا أخاديد عميقة تصل لعمق 20 كم، وطبقات مدرجة، وتوزع عشوائي في عمر السطح والتضاريس. ويعتقد أن النشاط الجيولوجي القديم لميراندا كان نتيجة التسخين المدي في وقت كان مداره أكثر شذوذاً وربما كان نتيجة ذلك نسبة الرنين المداري مع أوبيرون البالغة 1:3. وربما أن العمليات الصدعية مرتبطة بتقلبات الانحناءات والتي قد تكون هي السبب الرئيسي في تشكل الأخدود الرئيسي على ميراندا والمشابه لمضمار السباق. كذلك يُعتقد وجود رنين مداري 1:4 بين أرييل وتيتانيا.

## استكشاف أورانوس

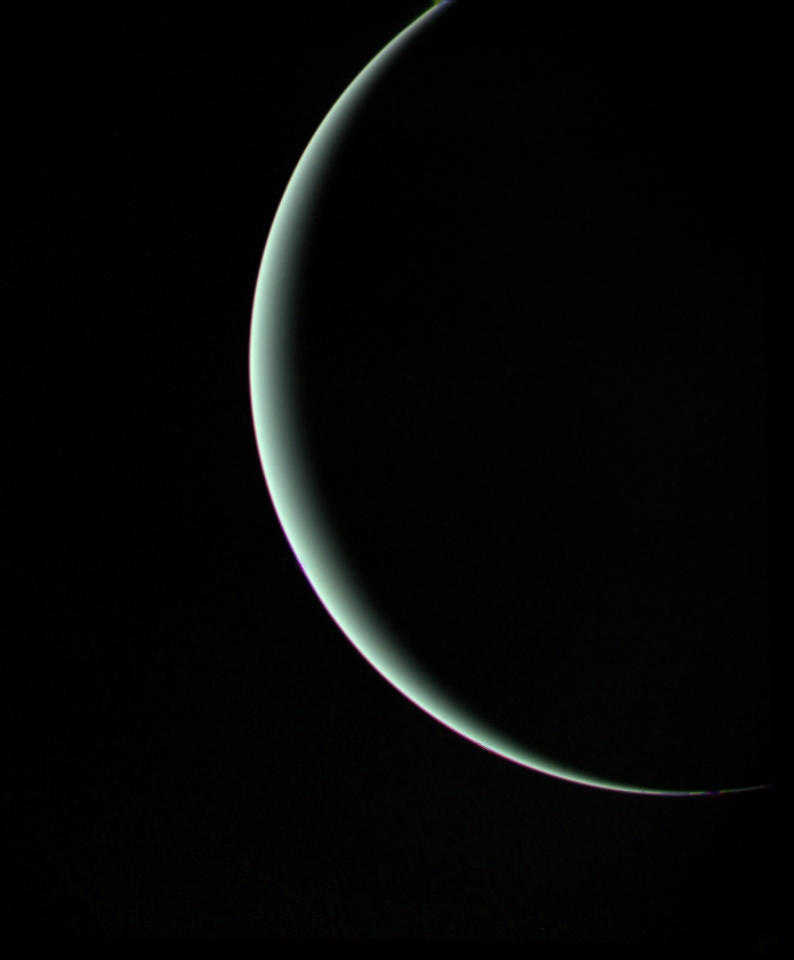
أورانوس على شكل هلال كما تم رؤيته من خلال فوياجر 2 أثناء مغادرته إلى نبتون.

زار فوياجر 2 أورانوس في سنة 1986. وكانت هذه الرحلة الوحيدة التي اقتربت من أورانوس، ولا توجد حالياً مخططات لرحلات لزيارة هذا الكوكب. أطلق فوياجر 2 في سنة 1977 من قبل وكالة ناسا، ليبدأ أول اقتراب من أورانوس في 24 يناير من سنة 1986، ليحلق على مسافة 81,500 كم من فوق السحب العليا لأورانوس، قبل أن يكمل رحلته إلى نبتون.
درس فوياجر 2 البنية والتركيب الكيميائي للغلاف الجوي، كما قام باكتشاف 10 أقمار جديدة لم تكن معروفة من قبل، بالإضافة إلى دراسة مناخه الفريد نتيجة ميلانه المحوري بمقدار 97.77°. كما درس الحقل المغناطيسي، والبنية غير المنتظمة لهذا الحقل. بالإضافة إلى عرض تفاصيل أكثر عن تضاريس والاستكشافات ضمن الأقمار الخمسة الكبيرة ودراسة الحلقات التسع التي كانت معروفة آنذاك إضافة إلى اكتشاف حلقتين جديدتين.
اقترح بعض الباحثين من إدارة المسح العقدية التابعة لوكالة ناسا، اقترحوا إرسال مسبار جديد ليدور حول أورانوس ويستكشفه مجددًا بعد رحلة فوياجر 2، ويهدف هذا الاقتراح إلى إطلاق المسبار خلال فترة زمنية تمتد بين عاميّ 2020 و2023، ويتوقعون أن تدوم الرحلة إلى الكوكب حوالي 13 سنة. وعلى الرغم من إمكانية إطلاق صاروخ مركبة هذه الرحلة باستخدام الانبعاثات النارية الناتجة عن احتراق المواد الكيميائية، إلا أن البعض يقترح استخدام الدفع الكهربائي بواسطة بطاريات تعمل على الطاقة الشمسية، الأمر الذي من شأنه السماح باستخدام مركبة ذات كتلة أكبر.

## في الثقافة
يعتبر أورانوس () وفق التنجيم الفلكي بأنه الكوكب القائد لمواليد برج الدلو. كما يربط بالكهرباء نظراً للونه السماوي والقريب من اللون الأزرق للكهرباء.
كما سمي العنصر الكيميائي اليورانيوم مشتقاً من اسم أورانوس، وكان هذا العنصر قد اكتشفه العالم الألماني مارتن كلابروث سنة 1789 وسمي على اسم أورانوس والذي كان مكتشفاً حديثاً. كما كانت سميت إحدى العمليات العسكرية الهامة باسم الكوكب وهي عملية أورانوس وقد كانت عملية ناجحة للجيش الأحمر لفك الحصار عن مدينة ستالينغراد، والتي أنهت الحرب مع الجيش الألماني النازي على الأراضي الروسية.